# ジェネシスを追え
『ジェネシスを追え』（The Formula）は、1980年に製作されたジョン・G・アヴィルドセン監督のスリラー映画。

## あらすじ
第二次世界大戦中にナチスがつくった人造ガソリン製造の資料を、ある刑事が発見する。しかし、資料を抹消すべく大手石油会社が動き出し、資料を知る者の殺害も企てようとするため、刑事の命は危険にさらされることになる。

## キャスト
※括弧内は日本語吹替（初回放送1989年6月29日 TBS『木曜シネマパラダイス』）
- ジョージ・C・スコット（小林修）：バーニー・クレイン刑事
- マーロン・ブランド（富田耕生）：アダム・ステイフェル
- マルト・ケラー（駒塚由衣）：リサ・スパングラー
- ジョン・ギールグッド：アブラハム・エソー
- G・D・スプラドリン：アーサー・クレメンツ
- ベアトリス・ストレイト：ケイ・ニーレイ

## スタッフ
- 監督：ジョン・G・アヴィルドセン
- 製作：スティーヴ・シェイガン
- 脚本：スティーヴ・シェイガン
- 音楽：ビル・コンティ
- 撮影：ジェームズ・クレイブ
- 編集：ジョン・カーター

## 賞歴
ノミネートのみ
- 第53回アカデミー賞
  - 撮影賞 - ジェームズ・クレイブ
- 第1回ゴールデンラズベリー賞
  - 作品賞
  - 助演男優賞 - マーロン・ブランド
  - 監督賞 - ジョン・G・アヴィルドセン
  - 脚本賞 - ジョン・G・アヴィルドセン